# Igor Wagner
Igor Wagner is een terugkerend personage uit de stripreeks Kuifje van de Belgische striptekenaar Hergé (1907-1983).
Hij begeleidt de operazangeres Bianca Castafiore op de piano. Hij komt voor in de albums De scepter van Ottokar, De juwelen van Bianca Castafiore en Kuifje en de Picaro's.
Hij verschijnt voor het eerst op 5 januari 1939 in de jeugdbijlage Le Petit Vingtième van het Franstalige, Belgische dagblad Le Vingtième Siècle. Hij geeft dan samen met Castafiore een lift aan Kuifje. In dit album, De scepter van Ottokar, wordt hij nog niet bij naam genoemd.  
Zijn functie in de verhalen is weinig meer dan zijn nukkige meesteres slaafs te gehoorzamen, net zoals de andere dienares van Castafiore, kamenier Irma.
Pas in De juwelen van Bianca Castafiore krijgt hij een grotere rol toebedeeld door Hergé. In dit verhaal trekt hij door zijn verdacht gedrag de aandacht van Kuifje, als hij toch probeert te ontsnappen aan de eindeloze verplichte vingeroefeningen en gaat gokken op de paardenrennen.